# San Bartolomé Ayautla
San Bartolomé Ayautla è un comune del Messico, situato nello stato di Oaxaca.